# Paramelomys naso
Il ratto dalla coda a mosaico dal naso lungo (Paramelomys naso  Thomas, 1911) è un roditore della famiglia dei Muridi endemico della Nuova Guinea.

## Descrizione
Roditore di medie dimensioni, con la lunghezza della testa e del corpo tra 168 e 188 mm, la lunghezza della coda tra 121 e 132 mm, la lunghezza del piede tra 32 e 36 mm e la lunghezza delle orecchie di 21 mm.

La pelliccia è corta, crespa, vellutata e compatta. Le parti superiori sono marroni, con dei riflessi rossastri sul fondoschiena. La testa è più grigia delle parti dorsali. Le parti ventrali sono bianco-grigiastre, con la base dei peli color ardesia. La linea di demarcazione lungo i fianchi è nettaIl dorso delle zampe è biancastro. La coda è più corta della testa e del corpo ed è uniformemente nera. Ogni scaglia è corredata da un singolo pelo.

## Biologia

### Comportamento
È una specie terricola.

## Distribuzione e habitat
Questa specie è diffusa nella parte sud e centro-occidentale della Nuova Guinea e sull'isola di Wokam, nelle Isole Aru.
Vive nelle foreste di pianura fino a 1.000 metri di altitudine.

## Conservazione
La IUCN Red List, considerato il vasto areale, la popolazione numerosa, la mancanza di reali minacce e la tolleranza alle modifiche ambientali, classifica P.naso come specie a rischio minimo (Least Concern).